# Música da Irlanda
É conhecida como música irlandesa a música popular que se manteve viva na ilha da Irlanda, ao longo do século XX, quando muitas outras formas tradicionais de música em todo o mundo perdeu popularidade por ter ido à música pop. Apesar de emigração e de conexões bem desenvolvidos com influências musicais britânicos e americanos, a música irlandesa aspectos tradicionais. artistas pop e rock e Atravessou o Fair).
Durante os anos 1970 e 1980, a distinção entre músicos tradicionais e músicos de rock era turva, com muitos indivíduos misturado regularmente esses estilos como uma questão de tempo. Esta tendência pode ser visto no recente trabalho de grupos e indivíduos como Little Fingers Stiff, Aslan, U2, The Undertones, Horslips, Clannad, The Cranberries, The Corrs, Van Morrison, Thin Lizzy, Hothouse Flowers, Ciaran Farrell, Sinead O ' Connor, Enya, My Bloody Valentine, Rory Gallagher, República da Loose, Daniel O'Donnell, The Wolfe Tones, e The Pogues.
Os grupos mais importantes são: The Dubliners, U2, The Saw Doctors, The Pogues, The Corrs, The Cranberries, ...
No entanto, a música irlandesa tem mostrado um enorme inflação de popularidade com muitas tentativas de voltar às suas raízes. Há também grupos de música contemporânea ficar com um som tradicional como Altan, Danu, teada, Déanta, Lúnasa, Kila e Maria Noel brilho Greene, e Border Collie. Outros incorporam múltiplas culturas numa fusão de estilos como o Afro Celt Sound System, Beoga e Loreena McKennitt.
Além da música folclórica, a Irlanda também tem um rico repertório de música clássica contemporânea. No entanto, este tipo de música irlandesa não tem impacto e pouca exposição na própria Irlanda e no exterior.

## Bandas
.Os grupos e músicos irlandeses de maior projeção mundial são U2, Villagers, Cranberries, Sinead O'Connor, The Corrs, The Undertones, Enya, entre outros. Em todo o mundo, existem grupos que se dedicam à tocar a música deste país, como Orthodox Celts (Sérvia), Gaelic Storm (EUA), Shannon (Polônia), Gengar (Alemanha), Road to Erin (Brasil), Tuatha de Danann (Brasil), entre muitas outras.

## Instrumentos utilizados
Violino, flautas, guitarras ou bandolins, bodhrans, e acordeões ou concertinas. Menos comum será talvez a gaita irlandesa pelo grau de dificuldade que apresenta na sua execução, e a harpa pela pouca portabilidade. Outro instrumento muito utilizado ultimamente, é o bouzouki (instrumento de cordas da família dos bandolins, com um braço mais comprido do Reino Unido).